# 71. Infanterie-Brigade (Deutsches Kaiserreich)
Die 71. Infanterie-Brigade war ein Großverband der Preußischen Armee.

## Organisation

### Unterstellung
Die 71. Infanterie-Brigade war Teil des
- Armee-Korps: XVII. Armee-Korps in Danzig
  - Division: 36. Division in Danzig

### Gliederung
- Grenadier-Regiment „König Friedrich I.“ (4. Ostpreußisches) Nr. 5 in Danzig
- Danziger Infanterie-Regiment Nr. 128 in Danzig und III. Bataillon in Neufahrwasser

#### Kriegsgliederung vom 25. März 1918
- Grenadier-Regiment „König Friedrich I.“ (4. Ostpreußisches) Nr. 5
- Danziger Infanterie-Regiment Nr. 128
- 8. Westpreußisches Infanterie-Regiment Nr. 175
- MG-Scharfschützenabteilung Nr. 64
- 4. Eskadron/Husaren-Regiment „Fürst Blücher von Wahlstatt“ (Pommersches) Nr. 5

### Abtretungen
Da sich die IV. (Halb)Bataillone nicht bewährten, wurde ein auf Änderung der Heeresleitung seitens der Reichsregierung eingebrachter Antrag im August 1896 angenommen. In jedem Armee-Korps sollte am 1. April 1897 eine neue Infanterie-Brigade aufgestellt werden. Jede Division hatte aus den Halbbataillonen ein Regiment à 8 Kompanien zu bilden.
Im Bereich des XVII. Armee-Korps entstand für die 35. Division die 87. Infanterie-Brigade die aus dem Infanterie-Regiment Nr. 175 und Infanterie-Regiment Nr. 176 bestand. Aus den Regimentern der 71. Infanterie-Brigade entstand das in Neufahrwasser gasonierte I. Bataillon der 176er.

## Geschichte

### Gründung
Durch Gesetz vom 27. Januar 1890 wurde die Trennung der West- und Ostpreußischen Provinz auch in militärischer Beziehung vorbereitet. Es bestimmte, dass ab dem 1. April 1890 die gesamte Herresmacht des Deutschen Reiches aus zwanzig Armee-Korps bestehen sollte.
Die hierauf sich begründende A.K.O. vom 1. Februar besagt: Es sind neuzubilden das XVI. und XVII. Armee-Korps. Letzteres tritt zur I. Armee-Inspektion und umfasst in militärischer Hinsicht das Gebiet der Landwehrbezirke: Schlawe, Stolp, Konitz, Thorn, Graudenz, Danzig, Pr. Stargard, Neustadt, Osterode, Dt. Eylau und Marienburg.
Die 71. Infanterie-Brigade wurde für die am 1. April 1890 aus den Westpreußischen Danziger Regimentern Nr. 3 und Nr. 128 zusammengesetzt als Bestandteil der ebenfalls neugegründeten 36. Division erschaffen. Sie nahm in Danzig den Platz der am 29. April 1852 neu errichteten 4. Infanterie-Brigade, sie wurde nach Königsberg verlegt, ein.

### Garnison

Stadtwappen

Das Kommando stand in Danzig. 

### Auflösung
Im Zuge der durch den Friedensvertrag von Versailles bedingten Demobilisierung wurde die Brigade 1919 aufgelöst.

### Kommandeure
| Dienstgrad   | Name                  | Datum                                 |
| ------------ | --------------------- | ------------------------------------- |
| Generalmajor | Eduard Michaelis      | 01. April bis 11. August 1890         |
| Generalmajor | Viktor von Aigner     | 12. August 1890 bis 15. Mai 1891      |
| Generalmajor | Friedrich Metzler     | 16. Mai 1891 bis 13. Mai 1894         |
| Generalmajor | Louis von Heydebreck  | 16. Mai 1894 bis 16. April 1897       |
| Generalmajor | Karl von Rodewald     | 17. April 1897 bis 14. Juni 1898      |
| Generalmajor | Richard Fritsch       | 15. Juni 1898 bis 16. Oktober 1899    |
| Generalmajor | Günther von Kirchbach | 17. Oktober 1899 bis 21. März 1903    |
| Generalmajor | Alfred von Briesen    | 22. März 1903 bis 15. Oktober 1906    |
| Generalmajor | Paul Oldenburg        | 16. Oktober 1906 bis 21. März 1910    |
| Generalmajor | Erwin von Kleist      | 22. März bis 5. April 1910            |
| Generalmajor | Bruno von Wühlisch    | 05. April 1910 bis 21. April 1912     |
| Generalmajor | Kurt Kruge            | 22. April 1912 bis 1. August 1914     |
| Generalmajor | Lutz von Dewitz       | 02. August 1914 bis 4. September 1917 |
| Generalmajor | Otto von Trautmann    | 05. September bis 8. Dezember 1917    |
| Generalmajor | Eduard Weidtmann      | 09. Dezember 1917 bis 1919            |

### Kommandeur der stellvertretenden Infanterie-Brigade
| Dienstgrad            | Name               | Datum                            |
| --------------------- | ------------------ | -------------------------------- |
| Generalleutnant z. D. | Klaus von Bismarck | 02. August 1914 bis 19. Mai 1918 |
| Generalmajor          | Bruno Trommer      | 20. Mai 1918                     |

## Verweise